# فرودگاه رایاتئا
فرودگاه رایاتِئا (به فرانسوی: Aéroport de Raiatea) همچنین به عنوان فرودگاه رایاتِئا -اوتوروئا (به فرانسوی: Aéroport de Raiatea-Uturoa) نیز شناخته می‌شود، یک فرودگاه در جزیره رایاتِئا در جزایر بادپناه واقع در پلی نزی فرانسه است. این فرودگاه در سال ۱۹۶۲ در کُمون اوتوروئا افتتاح شد، اما تا سال ۱۹۶۴ خدماتی را ارائه ننمود. برای احداث این فرودگاه در قسمت شمالی جزیره، خاکریزی اجرا شد، زیرا مکان مناسبی در ساحل یافت نشد. بسیاری از مردم از این فرودگاه برای دسترسی به جزیره مجاور تاهائا استفاده می‌کنند.
در سال ۲۰۱۴، تعداد ۲۰۷٬۷۲۲ مسافر از این فرودگاه استفاده نمودند.

## خطوط هوایی و مقاصد پروازی
| شرکت‌های هواپیمایی | مقصدهای پروازی                                      |
| ----------------- | --------------------------------------------------- |
| ایر موآنا         | پاپِه ته                                             |
| ایر تاهیتی        | بورا بورا، هواهین–فاره، مائو پیتی، موئورئا، پاپِه ته |

## تصادفات و حوادث
در ساعت ۰۸:۵۰ روز ۱۹ فوریه ۱۹۵۸ کانسولیدیتد پی‌بی‌وای کاتالینا ۲-ای متعلق به خط هوایی Réseau Aérien Interinsulaire
که ازپاپِه ته پرواز نموده بود، در هنگام فرود نوک بال راست آن در آبهای کم عمق ساحلی با آب تماس پیدا کرد و در عمق ۳۶ متری به مدت ۱۰ دقیقه در آب غرق شد. ۱۵ نفر از ۲۶ سرنشین آن کشته شدند. این سقوط نتیجه شرایط نامناسب آب و هوا بوده است. این سانحه تا زمان پرواز ۸۱۶ پان ام در سال ۱۹۷۳ مرگبارترین سانحه هوایی در پلی نزی فرانسه بود.